# Jan Kraus
Jan Vladimír Kraus (* 15. srpna 1953 Praha) je český herec, moderátor, publicista, dramatik a režisér. 

## Životopis
Narodil se v Praze v česko-židovské rodině; jeho otec Ota Kraus přežil holocaust. Matka Božena Krausová zemřela v 93 letech (1915–2008).

### Sourozenci
Je bratrem spisovatele a herce Ivana Krause (* 1939) – žijícího střídavě v Praze a Paříži, dalšími sourozenci jsou PhDr. Eliška Krausová-Chavez (* 1946) – působí na univerzitě v Bogotě, PhDr. Michael Kraus (* 1949) – profesor politologie na univerzitě v Middlebury ve Vermontu, Kateřina Krausová (1956–1990) – pracovala v knihovně Princetonské univerzity.

### Manželství a potomci
První manželkou Jana Krause byla herečka Jana Krausová. Po rozchodu s ní v 90. letech žije s herečkou Ivanou Chýlkovou.
- - Marek Blažek (* 1976), nemanželský syn, [pozn. 1]
- Jana Krausová (roz. Pehrová) (* 25. ledna[1954) – první manželka
  - David Kraus (* 13. února 1980)
  - Adam Kraus (* 9. srpna 1982)
- Ivana Chýlková (* 27. září 1963) – současná manželka
  - Jáchym Kraus (* 1. srpna 1998)

## Dílo

### Film
Debutoval v roce 1966 v málo známém filmu Dva tygři. Od té doby hrál ve více než 60 filmech.
- 1966 – Dva tygři
- 1967 – Martin a devět bláznů, Noc nevěsty
- 1968 – Na Žižkově válečném voze, Spalovač mrtvol
- 1969 – Záhada hlavolamu
- 1970 – Lišáci, Myšáci a Šibeničák
- 1971 – Slaměný klobouk
- 1972 – Dívka na koštěti
- 1973 – Láska, 30 panen a Pythagoras, Tajemství zlatého Buddhy
- 1974 – Kvočny a král, Poslední ples na rožnovské plovárně, Drahé tety a já, Na startu je delfín
- 1975 – Dva muži hlásí příchod, Na konci světa, Pomerančový kluk, Tam kde hnízdí čápi
- 1976 – Bouřlivé víno, Odysseus a hvězdy, Boty plné vody, Osvobození Prahy
- 1977 – Což takhle dát si špenát, Šestapadesát neomluvených hodin, Jak se budí princezny, Jak se točí Rozmarýny
- 1978 – Muž s orlem a slepicí
- 1979 – Arabela, Poprask na silnici E 4, Drsná Planina
- 1980 – Co je doma, to se počítá, pánové, Půl domu bez ženicha, Evžen mezi námi, Kaňka do pohádky
- 1981 – Krakonoš a lyžníci, Hodina života, Zralé víno, Křtiny
- 1984 – Všechno nebo nic
- 1985 – Čarovné dědictví, Tvá sestra je vlkodlak (Howling II: Your Sister Is a Werewolf)
- 1986 – Cena medu, Copak je to za vojáka…
- 1987 – Mág, Proč?
- 1988 – Pan Tau
- 1989 – Příběh 88, Cesta na Jihozápad
- 1992 – Černí baroni, Jídlo
- 1993 – Mistr Kampanus, Lekce Faust
- 1994 – Douwe Egberts, Ještě větší blbec, než jsme doufali
- 1995 – Trio
- 1998 – Hanele
- 1999 – Praha očima, Absolutní láska – muž z dvojice v metru
- 2001 – Zdivočelá země, Královský slib, Mach, Šebestová a kouzelné sluchátko
- 2002 – Musím tě svést
- 2003 – Mazaný Filip, Městečko
- 2005 – On je žena, Skřítek
- 2007 – Gympl
- 2009 – 3 sezóny v pekle
- 2014 – Vejška
- 2015 – Wilsonov
- 2025 – Džob

### Televize
- Moderoval populární pořad Uvolněte se, prosím v České televizi, jehož obdobu pod názvem Show Jana Krause uvádí na Prima TV.
- V roce 2013 moderoval jeden ročník Českého slavíka
- 1972 Vychovatel (TV komedie) - role: syn Max von Winnikac

### Rozhlas
- Pravidelně vystupoval v pořadu Kraus a blondýna na stanici Frekvence 1. Satirická prohlášení komentující moravské záležitosti bude řešit soud.[9]

## Názory
V listopadu 2009 odstoupil z funkce předsedy Českého filmového a televizního svazu (FITES). Důvodem byla obava, že se jeho osobní spory s Českou televizí negativně přenesou i na filmový svaz.
V roce 2014 podepsal výzvu Sobotkově vládě, která požadovala tvrdší postup vůči Rusku a vůči příslušníkům ruské menšiny v Čechách, kteří mají ruské občanství, konkrétně „okamžité zastavení vydávání víz občanům Ruské federace, zrušení možnosti obdržení dvojího občanství pro občany Ruské federace od 1. 1. 2015, zmrazení kont ruských občanů v ČR s cílem prověřit legálnost těchto vkladů, zastavení vstupu ruského byznysu a kapitálu do ČR“.
Patří ke spoluzakladatelům Nadačního fondu proti korupci.